# Goswin von Spiering

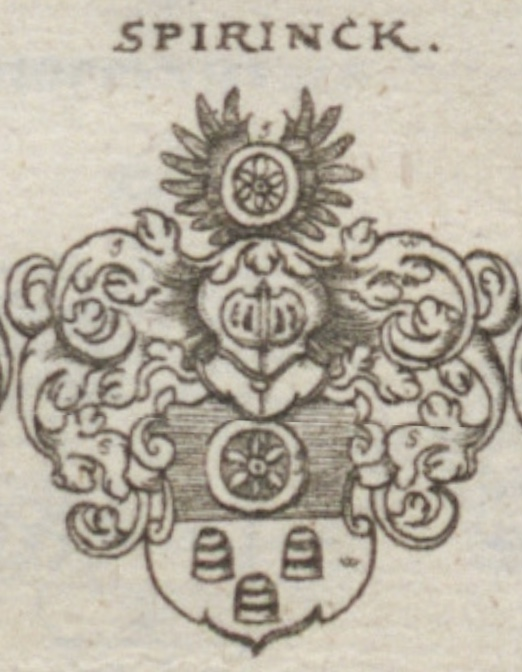
Wappen derer von Spiering (Spirinck)

Goswin von Spiering zu Rißwick (seit 1623 Freiherr; * 1585; † 2. April 1638 in Neuburg) war ein hoher Beamter des Fürstentums Pfalz-Neuburg und unter anderem Statthalter.

## Leben
Am Niederrhein geboren, kam er 1609 als Kammerjunker des Erbprinzen an den Neuburger Hof und wurde in den folgenden Jahren ein enger Vertrauter von Wolfgang Wilhelm von Pfalz-Neuburg, den er auf zahlreichen Reisen begleitete. 1612 wurde er dessen Rat und Kämmerer, 1616 Landrichter und Pfleger von Graisbach-Monheim und 1619 bestimmte ihn der Pfalzgraf zum Nachfolger des bisherigen Hofmeisters, unter dem Titel Hofmarschall. Gleichzeitig wurde Spiering Geheimer Rat und Kammerpräsident sowie Vertreter des Statthalters Adam von Herberstorff. Vermutlich seit 1624 war Spiering dann selbst Statthalter. Bereits 1620 wählten ihn die Landstände zum Landschaftskommissar. Durch den Kauf der Hofmark Seiboldsdorf hatte Spiering die für dieses Amt erforderliche Voraussetzung der Landsasseneigenschaft erfüllt. Während der Besetzungen des Fürstentums Pfalz-Neuburg im Dreißigjährigen Krieg übte Spiering die Statthalterschaft in Neuburg aus, wobei er 1635 von den Schweden verhaftet und erst nach 21 Wochen wieder freigelassen wurde. Zurück in Neuburg starb Goswin von Spiering am 2. April 1638. Er liegt in der Hofkirche begraben, wo eine schlichte Steinplatte an ihn erinnert. Spiering war mit Agnes von Haslang (* 1593) verheiratet und hatte mit ihr mehrere Söhne, von denen Wolfgang Adrian (* 1620; † 1658/59) ebenfalls in Pfalz-Neuburger Dienste trat.

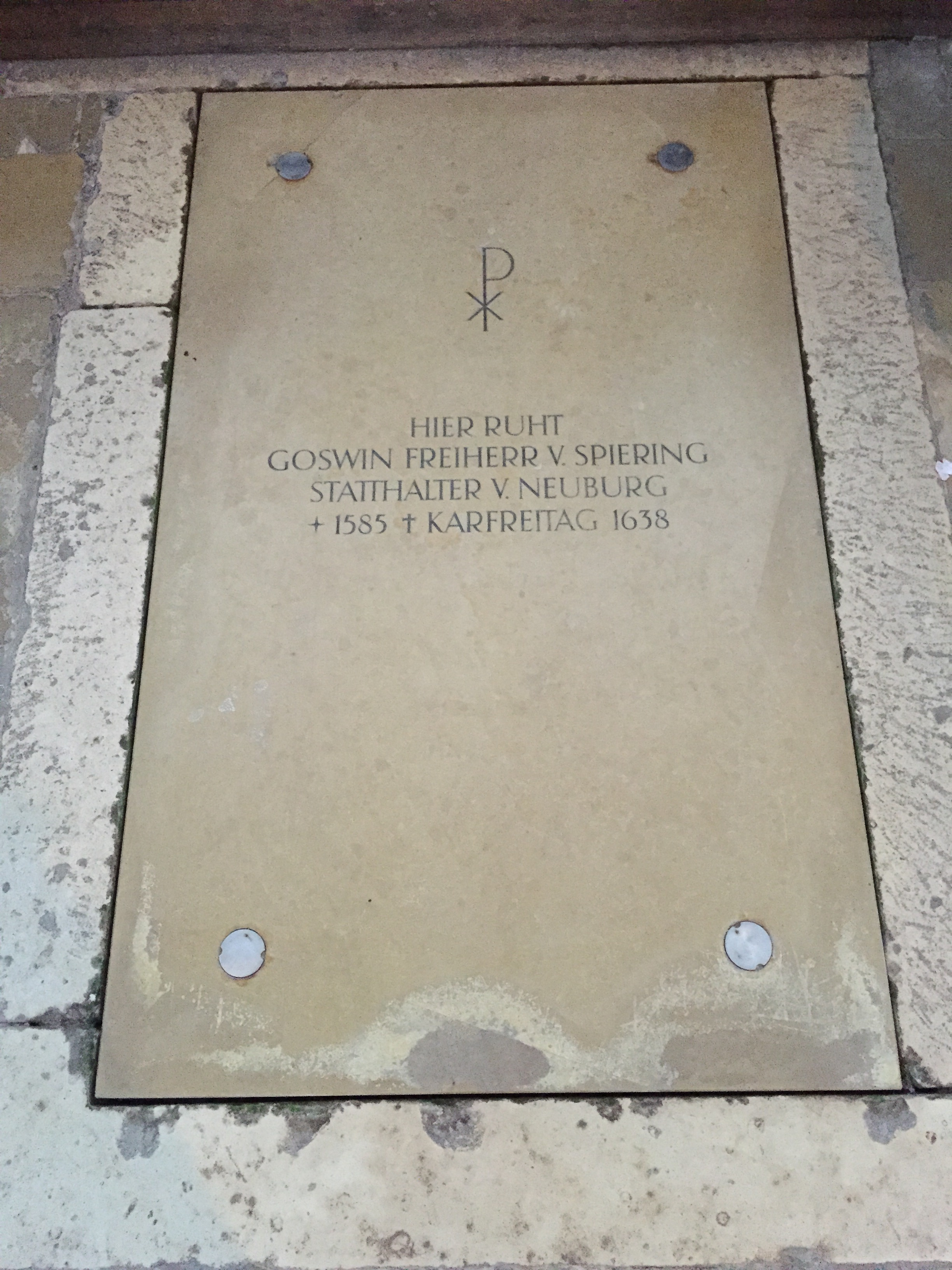
Grabplatte von Goswin von Spiering in der Hofkirche in Neuburg an der Donau